# 모주석 옥새
모택동 옥새(毛主席 玉璽)에 대해 설명한다.

## 내용
1965년 모택동 주석은 중국 정강산에 올라 새로운 중국의 문화를 열어갈 문화대혁명의 뜻을 세웠다고 한다.
정강산 정산에서 세상무난사(世上無難事)의 시를 지었다고 한다.
久有凌雲志，重上井岡山。

千里來尋故地，舊貌變新顏。

到處鶯歌燕舞，更有潺潺流水，高路入雲端。

過了黄洋界，險處不須看。

風雷動，旌旗奮，是人寰。

三十八年過去，彈指一揮間。

可上九天攬月，可下五洋捉鼈，談笑凱歌還。

世上無難事，只要肯登攀。

이 시는 정강산 기념비에도 적혀 있을 만큼 중국인들에게 유명한 시이다.
세상무난사는 ‘세상에서 마음만 먹으면 어려워할 것이 없다.’라는 의미를 지닌다. 그 후 모택동 주석은 옥새를 만들어 세상무난사의 글귀를 새겨 넣었다. 그리고 옥새의 옆면에는 世上無難事 毛主席一九六五禾十重上 井岡山詞句潞淵 글귀가 새겨져 있다.